# Léon-Marie-Joseph Billardet
 (juillet 2025).
Léon-Marie-Joseph Billardet, né à Gray (Haute-Saône) le 17 mai 1818, mort dans la même ville le 24 novembre 1862, est un peintre romantique français.

## Biographie
Élève à Paris de Paul Delaroche et d'Ary Scheffer, il s'illustre surtout dans des peintures d'Histoire évoquant un passé médiéval fantasmé, caractéristique de l'époque romantique.

## Liste des peintures
- Portrait d'Andalouse, 1832, collection particulière
- Le vieux Bellini communiquant les préceptes de son art à ses fils, 1845, Besançon, musée des Beaux-Arts
- Le vieux roi, Gray (Haute-Saône), musée Baron-Martin
- Autoportrait, Gray (Haute-Saône), musée Baron-Martin
- Les funérailles d'Attila, Gray (Haute-Saône), musée Baron-Martin
- Fillette effrayée par l'orage, Gray (Haute-Saône), musée Baron-Martin
- Portrait du duc Raynald de Marnier à l'âge de 12 ans, 1846
- Diptyque Abélard instruisant Héloïse et Héloïse et Abélard surpris par Fulbert, 1847, Nantes, Musée d'arts
- La Résignation chrétienne, 1855, Paris, musée du Petit Palais
- Jeune fille et vieillard, 1861, Gray (Haute-Saône), musée Baron-Martin
- La femme corsaire, 1861, Gray (Haute-Saône), musée Baron-Martin
- Portrait du Baron Martin, 1864, Gray (Haute-Saône), musée Baron-Martin
- Saint Jérôme chassant le démon, Pesmes, église Saint-Hilaire
- Portrait d'une sœur assise, collection particulière